# Mark Fax
Mark Oakland Fax (* 15. Juni 1911 in Baltimore, Maryland; † 2. Januar 1974 in Washington, D.C.) war ein US-amerikanischer Komponist und Musikpädagoge.
Fax hatte in seiner Highschool-Zeit Unterricht bei William Llewellyn Wilson. Er studierte dann an der Syracuse University (Bachelor im Fach Klavier), an der Eastman School of Music (Master im Fach Komposition 1945) und an der New York University. Ab 1947 war er Professor für Komposition an der Howard University. Er wurde hier Assistent des Dekans und später Dekan der Kunstfakultät und 1972 Direktor der Musikschule der Universität.
Fax komponierte Orgel- und Klavierwerke, Kammermusik und Orchesterwerke, Vokalmusik sowie drei Opern. Seine bekanntesten Kompositionen sind die Three Piano Peaces and Toccatina sowie die Opern A Christmas Miracle und Till Victory is Won.